# Mario Ciocco
Mario Ciocco (ur. w 1907 w San Bernardino w gminie Mesocco, zm. 24 lipca 1967 w Zurychu) – szwajcarski strzelec, olimpijczyk, mistrz świata.
Należał do stowarzyszenia strzelców broni małokalibrowej w Mesocco. W latach 1935–1951 był członkiem strzeleckiej reprezentacji Szwajcarii.
Ciocco wystartował na Letnich Igrzyskach Olimpijskich 1948, pojawiając się w dwóch konkurencjach. Zajął 11. pozycję w karabinie dowolnym w trzech postawach z 300 m, a także 56. miejsce w karabinie małokalibrowym leżąc z 50 m.
Szwajcar jest ośmiokrotnym medalistą mistrzostw świata (3 złote, 2 srebrne i 3 brązowe medale). Wszystkie podia zdobył w konkurencjach drużynowych, jednak 7 z nich osiągnął na turnieju w 1937 roku.
Wszystkie trofea Szwajcara zebrano w jego domu w San Bernardino, a znajdują się w zbiorach prywatnych jego syna o tym samym imieniu.

## Wyniki

### Igrzyska olimpijskie
| Igrzyska | Konkurencja                          | Wynik                        | Miejsce | Źródło |
| -------- | ------------------------------------ | ---------------------------- | ------- | ------ |
| IO 1948  | Karabin dowolny, trzy postawy, 300 m | 1078 pkt. (384–364–330)      | 11      | [ 4 ]  |
| IO 1948  | Karabin małokalibrowy leżąc, 50 m    | 576 pkt. (96–96–94–95–98–97) | 56      | [ 5 ]  |

### Medale mistrzostw świata
Opracowano na podstawie materiałów źródłowych:
| Mistrzostwa    | Konkurencja                                      | Wynik             | Miejsce |
| -------------- | ------------------------------------------------ | ----------------- | ------- |
| Helsinki 1937  | Karabin wojskowy, trzy postawy, 300 m, drużynowo | 2586 pkt. (druż.) |         |
| Helsinki 1937  | Karabin wojskowy klęcząc, 300 m, drużynowo       | 907 pkt. (druż.)  |         |
| Helsinki 1937  | Karabin wojskowy stojąc, 300 m, drużynowo        | 781 pkt. (druż.)  |         |
| Helsinki 1937  | Karabin dowolny, trzy postawy, 300 m, drużynowo  | 5481 pkt. (druż.) |         |
| Helsinki 1937  | Karabin dowolny klęcząc, 300 m, drużynowo        | 1833 pkt. (druż.) |         |
| Helsinki 1937  | Karabin dowolny stojąc, 300 m, drużynowo         | 1751 pkt. (druż.) |         |
| Helsinki 1937  | Karabin dowolny klęcząc, 50 m, drużynowo         | 1883 pkt. (druż.) |         |
| Sztokholm 1947 | Karabin dowolny klęcząc, 50 m, drużynowo         | 1920 pkt. (druż.) |         |